# Bruchköbel
Bruchköbel è una città tedesca situata nel land dell'Assia.